# Minéralisation (archéologie)
Pour les articles homonymes, voir Minéralisation.

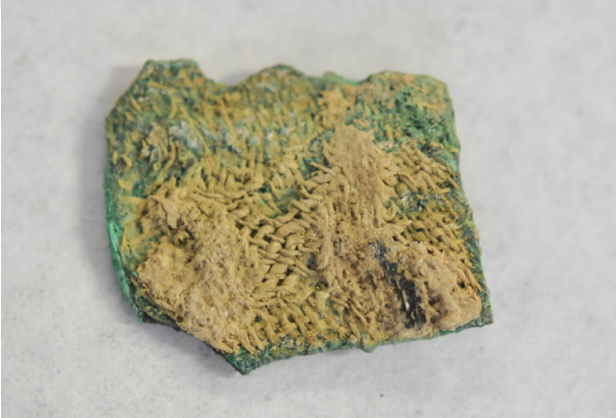
Fragment d’un textile minéralisé sur une plaque de cuivre corrodée datant du 3e millénaire avant J.-C.

En archéologie, la minéralisation regroupe l'ensemble des mécanismes physico-chimiques conduisant à la préservation de matériaux et tissus d'origine organique dans leur milieu d'enfouissement, notamment sédimentaire. Il s'agit donc d'un processus de nature taphonomique. Elle met généralement en œuvre la diffusion de cations métalliques provenant d'artefacts archéologiques (armement, outils, vaisselle en contexte funéraire, objets rituels, etc.).
La minéralisation permet la préservation de la morphologie des tissus et matériaux et s'applique à une large gamme de productions humaines, végétales et animales : textiles, fourrures, cordes, (objets en) bois, etc.
En contexte tempéré, il s'agit du principal processus conduisant à la conservation d'informations archéologiques sur les matériaux organiques, avec la carbonisation, les matériaux organiques y étant dégradés très rapidement, surtout par les rongeurs, les insectes et micro-organismes des sols.

## Processus
La matière organique provenant des artefacts archéologiques de composition organique peut être dégradée à la fois par des organismes macroscopiques (animaux, insectes) et par des micro-organismes (champignons et bactéries spécifiques). Ces derniers secrètent des enzymes spécifiques qui vont graduellement hydrolyser les macromolécules organiques, les fragmentant par exemple en polypeptides pour les protéines et en polyoses pour les composés cellulosiques.
La présence de cations métalliques diffusant depuis des artefacts qui se corrodent dans le milieu d'enfouissement (fer, cuivre, etc.) va conduire à deux processus : (1) ces cations vont contribuer à limiter les dégradations entraînées par les micro-organismes, et (2) ils vont contribuer à la nucléation et la croissance de composés minéraux qui vont contribuer à la fossilisation du matériau organique.
Comme la fossilisation ou la pétrification des bois, ce processus physico-chimique a graduellement été compris depuis l'époque médiévale jusqu'à la période actuelle, notamment grâce aux travaux de l'archéologue britannique Leo Biek.
La minéralisation des textiles cellulosiques s'apparente à un processus de pétrification des bois, notamment par silicification.

## Applications

### Textiles minéralisés
La minéralisation des textiles est essentielle pour comprendre les modes de production des textiles employés par les sociétés passées. Elle est particulièrement favorisée par la présence d'artefacts métalliques dans les milieux d'enfouissement : armement de personnes au statut élitaire, fibules pour retenir les vêtements du défunt, statuaire et objets rituels. En particulier, les textiles étaient omniprésents dans certains contextes funéraires de l'âge du fer, ce qui a donné lieu à des découvertes exceptionnellement riches et informatives sur les connaissances textiles des sociétés celtes,.
Cordages et fourrures connaissent des processus de minéralisation comparables.
La plus ancienne attestation de coton provient d'une fibre minéralisée dans une perle de cuivre du site néolithique de Mehrgarh.

### Autres matériaux organiques
D'autres matériaux cellulosiques (par ex., bois) et kératiniques (par ex., cuirs) peuvent aussi être préservés par minéralisation.